# أوتو برادفيش
أوتو برادفيش (10 مايو 1903 – 22 يونيو 1994) اقتصاديًا، فقيهًا، إس إس - أوبرستورمبانفورر (ملازم)، قائد اينساتسكوماندو 8 لأينزاتسغروبن ب لشرطة الأمن أو سيبو والشرطة الأمنية الألمانية، وقائد شرطة الأمن في ليتسمانشتات ( لودز ) وبوتسدام.

## النشأة والتعليم
في 16 أكتوبر 1965 غادر برادفيش السجن. كان قد قضى 4 سنوات وشهرين و26 يومًا - حوالي ساعة واحدة لكل من ضحاياه البالغ عددهم 37000. توفي في زيسهاوبت عن عمر يناهز 91 عاما.

## الأدب
- Krausnick ، Helmut und Wilhelm ، Hans-Heinrich: Die Truppe des Weltanschauungkrieges. Die Einsatzgruppen der Sicherheitspolizei und des SD 1938-1942 ، شتوتغارت 1981 ، Deutsche Verlags-Anstalt ، (ردمك 978-3-421-01987-5)
- كلاين ، بيتر (الناشر): Die Einsatzgruppen in der besetzten Sowjetunion 1941/42. Die Tätigkeits- und Lageberichte des Chefs der Sicherheitspolizei und des SD ، Edition Hentrich، Berlin 1997 (ردمك 978-3-89468-200-2)

## روابط خارجية
- سيرة وصورة برادفيش (بالإيطالية)